# Цагн
Цагн (Кагн, Каанг, Цгаанг, Цгааген) (Cagn) е централен персонаж в бушменската митология. В някои варианти той е творец на света, демиург, тотемичен културен герой, прародител и трикстер. Самият той е особено създание — представлява смесица между богомолка и голям скакалец. Понякога приема образа и на антилопа, особено когато се проявява като трикстер. Цагн е първото същество. Той е този, който заповядал и всички неща се появили – Слънцето, Луната, звездите, вятърът, планините, животните.  В ранните дни на сътворението според един мит, посветен на сина му Когаз, Цагн ударил група змии с тоягата си и те се превърнали в човеци. А прегрешилите хора превърнал в бабуини. 
Едно от пояснителните му имена е домакин, собственик на всички неща. Той предизвиква живота и смъртта на всички живи твари. Цагн създал капаните, примките и оръжията, от него зависи успехът в лова. Дал на хората и песните. Патрон е на племенната инициация, във връзка с която научил бушмените на ритуалния „танц на кръвта“, изпълняван по време на празника за посвещаване на момчетата в юноши. Въвел и различните табута. От него хората научили имената на местностите и животните. Създавайки животните, той дал на всяко характерните му белези и окраска. Цагн е много хуманно божество, обичано от бушмените. Срещат се доста техни рисунки на хора с глави на богомолки. 
Цагн има способността да променя външния си вид, като понякога приема образа на антилопа, въшка, гъсеница и други животни. А когато „влезе“ в антилопа например, никой не е в състояние да я убие. Това е най-честото му превъплъщение, защото антилопата е любимото му животно и се намира под специалното му покровителство. За нейното създаване той се потрудил особено внимателно, като ѝ поставил специфични отличителни белези – особената форма на ушите и вида на опашката. Според един от митовете, в миналото бушмените били антилопи, но Цагн ги превърнал в хора. Според друг той създал антилопата кана от сандала на Куаманга. Надарил с магически способности червената газела и антилопата кана, към които имал особена слабост. 
От други митове следва, че една от основните задачи на Цагн е да осигурява храна на хората. Тъй като самият той някога е послужил за храна, като първо е бил погълнат, а после повърнат от бога-поглъщач Кваи-Хему. Също така Цагн дава или отказва дъжда. Според друга версия съществува Воден бивол (Дъждовен бик), който живее в езерата. Когато излезе и тръгне нанякъде, там, накъдето се е отправил, завалява дъжд. 
Като трикстер Цагн се проявява не само с хитрините и триковете си, характерни за трикстерите в класическите митове, а основно със свръхестествените си способности. Той сънува магически сънища, предвещаващи бъдещи събития или тяхната развръзка. В един от зъбите му се крие особено мощна магическа сила. Има способността да го извади и да услужи с него на човек, който в някакъв момент изпитва сериозна необходимост от тази сила.. Освен това носи магически сандали, които могат да се превръщат в кучета-пазачи.
Близките на Цагн имат образи на различни животни. Преди да станат животни, както и небесните тела и природните явления, всички те били хора, принадлежащи на „древния народ“, обитавал територии, съседни на бушменските. Освен с Цагн, с тях също са свързани митове за сътворението на света. Жена му Коти (още Хунту, Хуну, Кат, Катен) е даман, а в някои случаи - мармот. Сестра му е син жерав (националната птица на Република Южна Африка), а синът ѝ - газела. Осиновената му дъщеря Цо е бодливо свинче, а един от синовете ѝ е египетската мангуста Ни. Цагн има двама сина — Когаз (Когац) и Гви (Гуи).  Всички те живеят заедно в малко село и обитават груби колиби, направени от клони. Напускат ги когато трябва да последват стадата от антилопи. Притежават само толкова вещи, колкото могат да носят, когато се местят в търсене на храна и прясна вода.
В бушменския фолклор Цагн обикновено се среща като старец, който постоянно попада в неудобни ситуации и си навлича упреците на близките. Повратна точка се явява изпадането на Цагн в невъздържана ярост. Тогава той маха маската си на смешен старец и от този момент нататък действа влизайки в митологичния си образ.

## Митът за слоновете и малкатагазела
Цагн имал любимец, за когото се грижел с голяма обич. Това била една дребна африканска газела – планински скакач. Името ѝ било Катау и била дете на сестра му. Веднъж когато Цагн и Катау излезли заедно на разходка край селото, видели в корените на едно дърво голяма тъмна дупка, край която жужали няколко пчели. Цагн се вмъкнал в нея и намерил огромен пчелен кошер. Той започнал да яде меда, като хвърлял по някоя пита навън за малката газела. По едно време край дупката минало стадо слонове. С него вървели малко слонче и неговата майка. Слоницата харесала детенцето газела, хванала го с хобота си, качила го на гърба си и продължила по пътя си. А малкото слонче от любопитство останало край дупката, подмамено от вкусния аромат. То започнало да яде питите мед, които Цагн изхвърлял от дупката за своя любимец. Когато най-после излязъл, с ужас видял слонче вместо своята газела. Притеснено се огледал наоколо, забелязал следите от стъпките на стадото и се затичал след него. Но после рязко спрял, защото се сетил, че първо трябва да се върне вкъщи и да каже на сестра си Синия жерав какво се е случило с Катау. За да не се чуди защо толкова време не се прибират. Сестра му много се ядосала и го обвинила, че сигурно е заспал в онази дупка, за да не чуе цяло стадо минаващи слонове. С наведена глава Цагн взел лъка си и колчана със стрели, торбичка със сушено месо и потеглил на път. Върнал се при кошера и видял, че малкото слонче все още седи там и ближе медените пити. Затичал по следите на стадото, а слончето хукнало след него. Дълго тичали, докато накрая стигнали до един хълм, в подножието на който се намирало селото на слоновете. Цагн се скрил на върха и известно време наблюдавал децата, които си играели в центъра му. Сред тях забелязал и малката газела, която щастливо подскачала и се смеела заедно със слонските деца. Въздъхнал с радостно облекчение и решил да отиде веднага и да си прибере детето. Майката слоница обаче го видяла да слиза от хълма и в бързината да скрие газелата, я обгърнала с хобота си и я глътнала. Докато Цагн стигне до селото, малкото хлътнало в слонския корем. Цагн много се разстроил и разгневил. Той поискал Катау веднага да му бъде върнат, но слоницата отказала. Тя даже излъгала, че в селото никога не е имало никаква газела. А останалите слонове наобиколили застрашително Цагн и затръбили с хоботите си. Цагн се разбеснял от яд, скочил на хобота на слоницата, покатерил се по него и бързо се вмъкнал в устата и. Промушил се навътре, стигнал до стомаха и намерил малкия изплашен Катау. Хванал го и пропълзял обратно нагоре, докато накрая се измъкнал през хобота заедно с ценния си товар. Слоновете останали силно изненадани, защото го очаквали да излезе от устата на слоницата за да го убият. А тя била метнала хобота на гърба си и стояла с широко отворена паст. Така че Цагн и Катау изскочили съвсем неочаквано върху гърба и. Хукнали да бягат, а слоновете ги подгонили. Тичайки Цагн крещял, че той е велик магьосник, не може да бъде наранен и самият той може всичко. И тъй като е богомолка, а богомолките летят, Цагн обгърнал здраво газелата и полетял заедно с нея. Бързо стигнали до родното село, където сестра му им поднесла прясна вода в черупка от щраусово яйце, а хората ги посрещнали с огромна радост. В селото на слоновете също царяло весело оживление, защото видели малкото изгубено слонче да тича по хълма към прегръдките на майка си.